# Gianni Nardi
Giovanni Nardi, detto Gianni (Ascoli Piceno, 11 aprile 1946 – Maiorca, 10 settembre 1976), è stato un terrorista e militare italiano, appartenente all'area del neofascismo e membro delle Squadre d'Azione Mussolini.

## Biografia
Nato ad Ascoli Piceno, appartenente a una nota famiglia di industriali marchigiani, studiò presso il collegio dei Barnabiti a Firenze. Dopo la maturità scelse di intraprendere la vita militare entrando nel corpo dei paracadutisti con il grado di sottotenente. Iniziò la sua militanza politica avvicinandosi alla Giovane Italia, organizzazione giovanile del Movimento Sociale Italiano. Dopo il 1969 divenne il referente marchigiano del Movimento Politico Ordine Nuovo.
Nel 1970 aderì a un corso in Spagna da allievo paracadutista tra i legionari del Tercio franchista, a cui passò informazioni acquisite durante il suo periodo nella Folgore. Nell'aprile 1971 venne arrestato per favoreggiamento nell'omicidio del benzinaio Innocenzo Prezzavento durante una rapina eseguita in piazzale Lotto insieme al terrorista Giancarlo Esposti (anch'egli membro delle Squadre D'azione Mussolini); confessò ottenendo la libertà provvisoria dopo sei mesi e nel 1974, all'epoca del processo è latitante. specializza quindi in traffico d'armi, attività che lo porta ad essere arrestato al confine svizzero il 20 settembre 1972 insieme al presidente del gruppo neofascista cattolico Europa Civiltà, Bruno Stefàno.

### L'omicidio Calabresi e la morte di Nardi
Luigi Calabresi fu ucciso mentre conduceva un'indagine sul traffico di armi tra la Svizzera e il Veneto. Uno dei primi sospettati del suo omicidio fu proprio Gianni Nardi, più volte arrestato per traffico d'armi. I rapporti di Calabresi su quell'indagine non furono mai trovati.
I testimoni credettero di vedere un uomo fisicamente corrispondente a Nardi uccidere Calabresi, mentre come autista fu indicata – da almeno tre testimoni – una giovane donna. Tuttavia nel 1988, l'ex militante di Lotta Continua Leonardo Marino affermò che a uccidere il commissario fu Ovidio Bompressi, altro membro di LC (su ordine di Adriano Sofri e Giorgio Pietrostefani), mentre lui era l'autista del commando. Tali affermazioni furono confermate dalla Cassazione nel 1997.
Prima di ciò la pista neofascista era considerata più credibile rispetto a quella collegata alla morte di Giuseppe Pinelli, e Nardi fu arrestato assieme a due presunti complici, Bruno Stefanò e la tedesca Gudrun Kiess (ex attrice di film per adulti), come sospetto trafficante e in seguito indagato per l'omicidio Calabresi, ma poi vennero tutti rilasciati, poiché Nardi aveva un alibi che lo collocava a Roma. Nel 1976, Nardi, trasferitosi in Spagna, morì in un sospetto incidente d'auto avvenuto nell'isola di Maiorca, prima che fosse riconosciuta ufficialmente la sua estraneità ai fatti.

### Post-mortem
Nell'aprile del 1991, i magistrati, mentre indagavano sui mandanti della strage alla stazione di Bologna, trovarono negli archivi di Forte Braschi, il nome di Gianni Nardi nell'elenco dei 1 915 che erano stati contattati dal SISMI per essere inseriti nella struttura di Gladio. Addirittura a Gianni Nardi era stata attribuita una sigla, 0565, anche se fu dimostrato che non entrò mai a far parte dell'organizzazione (la domanda che fece ebbe un esito definito «esito N», cioè negativo).
Sempre nella documentazione raccolta dalla Commissione Stragi emerge una nota che indica Gianni Nardi come membro del cosiddetto "noto servizio", ovvero una rete clandestina di estremisti di destra (quali Tom Ponzi, il senatore Giorgio Pisanò e l'ex SS Jordan Vesselinoff), partigiani bianchi e reduci di Salò finalizzata a ostacolare l'avanzata delle sinistre favorendo di azioni terroristiche (in particolar modo la strage di Brescia) e contatti con il crimine organizzato.
Nel 1993 Donatella Di Rosa, nota come «Lady Golpe» (poiché moglie del colonnello dell'esercito italiano Aldo Michittu e divenuta nota al grande pubblico per le rivelazioni fatte alla stampa circa un presunto progetto di golpe), affermò di aver partecipato a riunioni segrete, con l'intento di raccogliere fondi e organizzare un colpo di Stato, con alti esponenti delle forze armate ma anche con Gianni Nardi. Nove giorni dopo fu riesumato in Spagna il corpo di Nardi e in pochi giorni ne fu confermata l'identità.